# MDNA
MDNA é o décimo segundo álbum de estúdio da artista musical americana Madonna. O seu lançamento ocorreu em 23 de março de 2012, através da gravadora Interscope, marcando o primeiro lançamento da cantora a não ser associado com a Warner Bros. Records, gravadora com a qual trabalhava desde o início de sua carreira em 1983. Após a conclusão de sua turnê Sticky & Sweet Tour (2008-09) e o lançamento da coletânea Celebration (2009), Madonna anunciou que queria voltar a fazer músicas. Depois de dirigir o filme W.E., ela reuniu-se com produtores como William Orbit e Martin Solveig, e iniciou a elaboração de seu disco seguinte em 2011. Originalmente, Solveig havia sido convidado para produzir apenas uma canção, cuja ideia acabou expandindo-se em três. Durante as gravações, Madonna e Solveig descobriram vários interesses em comum, levando ao desenvolvimento de uma música para o filme Le Samouraï.
Musicalmente, MDNA é inspirado pelos gêneros EDM e dance-pop, e apresenta influências de dance, sendo um afastamento musical de Hard Candy (2008), que era principalmente influenciado pelo R&B e hip hop. Embora algumas de suas canções falem sobre amor e dança, diversas obras são liricamente relacionadas com seu divórcio do diretor britânico Guy Ritchie, ocorrido em 2008, uma vez que nelas são tratadas questões de traição, desgosto, vingança e arrependimento. Algumas faixas também apresentam elementos de trabalhos anteriores de Madonna, incluindo referências às suas canções "Papa Don't Preach" e "Beautiful Stranger". 
MDNA recebeu análises geralmente positivas dos críticos musicais, os quais prezaram a sua produção e suas influências EDM. Entretanto, seus vocais foram criticados pelos resenhadores, que descreveram-nos como "eletronicamente manipulados". Obteve êxito comercial, atingindo a primeira posição das tabelas musicais de diversos países, como Austrália, Canadá, Estados Unidos, Irlanda e Reino Unido. Na Austrália e no Reino Unido, Madonna tornou-se a artista com maior número de álbuns na primeira colocação de suas respectivas tabelas musicais, e converteu-se no seu oitavo disco a atingir o cume da Billboard 200; contudo, registrou uma queda de 86.7% em vendas na sua segunda semana de distribuição nos Estados Unidos. O material foi o vigésimo mais vendido de 2012 e comercializou mais de dois milhões de unidades até 2014.
De MDNA foram distribuídos três singles oficiais. "Give Me All Your Luvin'", o primeiro, obteve um desempenho comercial positivo, embora não ao ponto dos singles anteriores de Madonna, tornando-se seu 38º a classificar-se nas dez primeiras posições na Billboard Hot 100. "Girl Gone Wild" e "Turn Up the Radio" foram lançados como os segundo e terceiro focos de promoção, respectivamente e, embora tenham atingindo o topo da Hot Dance Club Songs, não obtiveram desempenho como o antecessor. Entretanto, o último citado foi o 43º tema da artista a culminar na tabela estadunidense supracitada, dando à Madonna o maior número de primeiras posições no periódico. A divulgação do projeto contou com o lançamento de "Masterpiece" nas rádios britânicas e a distribuição promocional de "Superstar" no Brasil, bem como uma controversa apresentação no show do intervalo do Super Bowl XLVI e a turnê mundial The MDNA Tour (2012), que visitou as Américas, Ásia e Oceania, convertendo-se na quarta com maior arrecadação de todos os tempos.

## Antecedentes
É incrível estar de volta à música. Eu gosto da intimidade de um estúdio de gravação e escrita. Eu uso uma parte diferente do meu cérebro quando escrevo uma canção e outra quando dirijo um filme. Há um bilhão de pessoas a mais em uma produção cinematográfica e nela não há aquela liberdade visceral de sair cantando, gritando... pulando. É bem diferente. Eu amo os dois mas foi ótimo ter a simplicidade de compôr após três anos escrevendo um roteiro, dirigindo, editando e falando sobre meu filme. [Apenas] sentar, tocar meu violão e cantar uma canção. Eu quase chorei.

—Madonna sobre seu retorno à música após um hiato de três anos, no qual escreveu e dirigiu W.E.
Após a conclusão da Sticky & Sweet Tour, Madonna iniciou os preparativos do lançamento de seu terceiro álbum de grandes êxitos, Celebration. O disco marcou seu último lançamento com a Warner Bros. Records, gravadora na qual manteve-se desde Madonna (1983). Em dezembro de 2010, a cantora publicou no seu Facebook, afirmando que estava à procura de pessoas com que pudesse trabalhar: "É oficial! Preciso me mexer. Preciso suar. Preciso fazer música nova! Música com que possam dançar. Estou procurando os artistas mais loucos, doentes, as pessoas mais rudes para colaborar". Terminados todos os trabalhos de W.E., filme escrito e dirigido pela artista, ela voltou ao estúdio para a elaboração de seu décimo segundo álbum de estúdio. Anteriormente à distribuição de Hard Candy (2008), ela também fechou um contrato com a Live Nation Entertainment.
A estadunidense encontrou-se com William Orbit, com quem tinha trabalhado anteriormente em Ray of Light (1998), para iniciar o processo. Descrevendo a relação dos dois como "frutífera", Madonna afirmou que não houve nenhuma divergência criativa entre os dois: "Com William, eu realmente não tive uma discussão. Temos trabalhado em coisas por tantos anos, que terminamos a frase do outro. Ele sabe o meu gosto e o que eu gosto. Magia acontece quando entramos num estúdio de gravação juntos". Além deste, ela convidou diversos produtores para ajudá-la, como Alle Benassi, Benny Benassi, The Demolition Crew, Michael Malih e Indiigo Muanza; artistas também foram chamados, incluindo Nicki Minaj e M.I.A. De acordo com a cantora, ela prezou por colaborar com "mulheres que [...] têm um forte senso de si mesmas".
Em julho de 2011, Martin Solveig foi convidado para uma sessão de gravação em Londres. Originalmente, Madonna havia convidado Solveig para uma ideia de apenas uma canção, que finalmente se transformou em três: "Give Me All Your Luvin'", "I Don't Give A" e "Turn Up the Radio". Em entrevista à revista Billboard, o produtor sentiu que a seleção dos produtores de Madonna seria intimidante. Assim, ele evitou "pensar sobre a lenda e fazer algo que fizesse sentido". Em dezembro de 2011, foi confirmado que Madonna tinha entrado em um contrato com a Interscope Records, que atuaria como distribuidora de três álbuns da musicista, a partir do décimo segundo. Desta forma, MDNA marca o primeiro lançamento de Madonna na Live Nation e na Interscope.

## Gravação

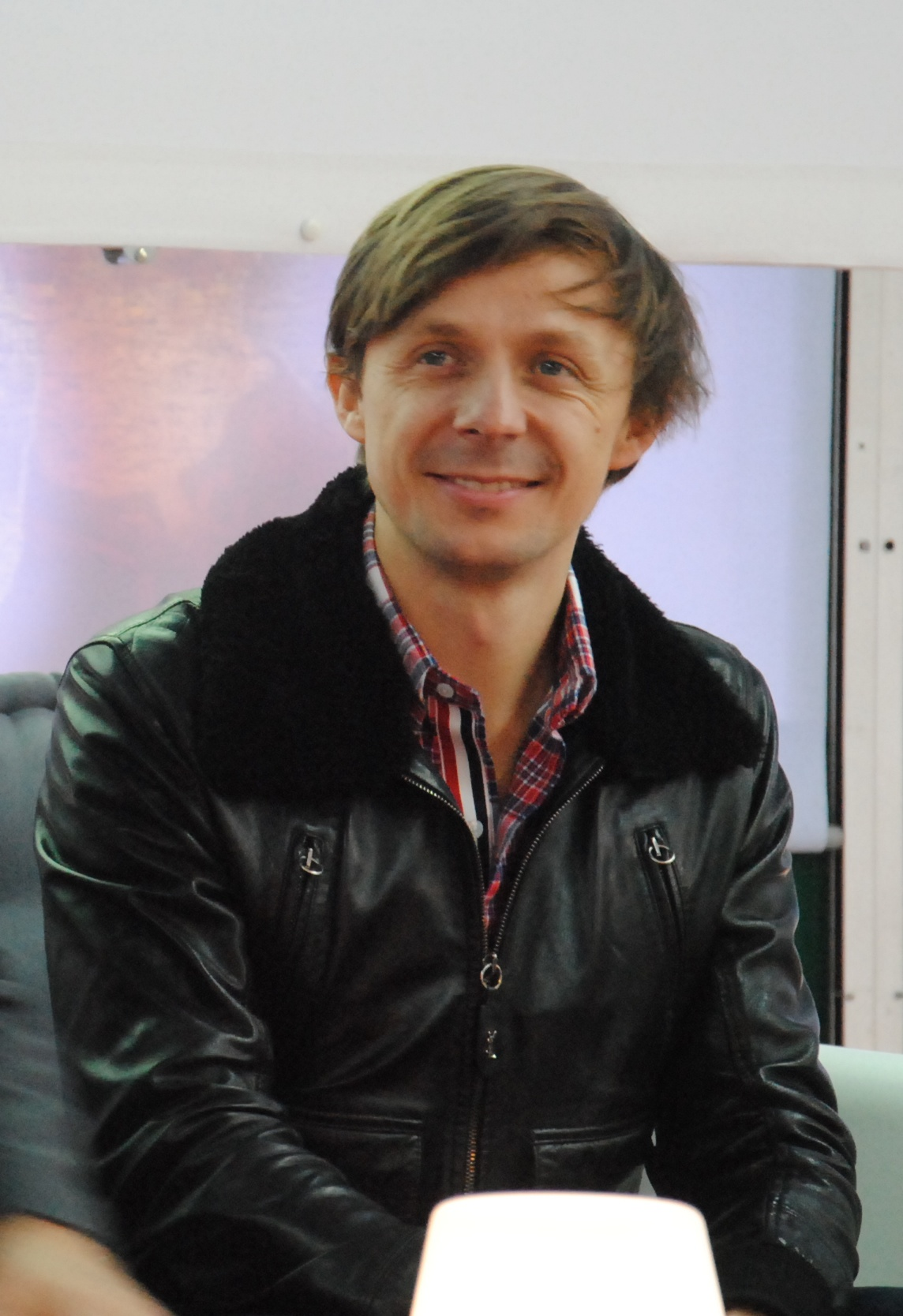
Originalmente convidado para produzir apenas uma faixa, Martin Solveig (imagem) acabou por contribuir em três e descobriu diversos interesses em comum com Madonna.

Em 4 de julho de 2011, o empresário de Madonna, Guy Oseary, anunciou que a cantora tinha entrado em estúdio para começar as sessões de gravação para o seu décimo segundo álbum de estúdio. Em uma entrevista com o Channel V Australia, Martin Solveig comentou que durante as gravações, os dois músicos se comunicavam em um nível de organização. Ele acrescentou: "A gravação dessas músicas para esse álbum foi algo que rapidamente tornou-se muito natural e eu acho que realmente nos ajudou a criar algo interessante". Solveig sentiu que tiveram tempo para trabalhar no disco, o que aliviou a pressão das sessões, e ele sentiu que os dois gostavam de fazer músicas juntos, o que foi a razão para que eles continuassem a criar mais músicas, ao contrário do compromisso original de apenas fazerem uma canção juntos. O produtor também comentou sobre o envolvimento de Madonna na produção do álbum:
| “ | Madonna é tão envolvida no processo de gravação quanto um produtor pode estar. Isso foi uma surpresa muito boa e grande para mim! Eu acreditava que ia gastar apenas uma hora ou duas por dia no estúdio, indo e vindo e vendo como estava o processo e dizendo 'Está bem, eu gosto disso, eu não gosto disso, irei cantar essa… Adeus!... E absolutamente não! Quero dizer, nós realmente co-produzimos as faixas e não é somente algo para se escrever no álbum, tipo 'co-produzido por Martin Solveig e Madonna', não, literalmente as faixas foram co-produzidas. Digo, em algum momento, Madonna queria escolher o som de um tambor ou um sintetizador e esse tipo de coisas. Ela realmente estava na sessão de produção do álbum! | ” |

Solveig e Madonna "se deram muito bem" e descobriram interesses em comum na música, cinema, comida e vinhos. O filme francês Le samouraï, que narra a história de um assassino solitário, tornou-se uma discussão que levou à elaboração de "Beautiful Killer", que referencia o filme. Tais interesses foram o que os levou a terem colaborações de sucesso, já que Madonna apreciava sua forma de trabalhar, dizendo: "Ele é muito organizado e metódico em seu pensamento", e ela descobriu que era capaz de dizer "'Não, eu não gosto disso', e não ferir os sentimentos [de Orbit]". Madonna também falou sobre o produtor William Orbit, sentindo que suas qualidades europeias foram bem adaptadas ao seu estilo de produção, e citou a conversa entre eles durante as sessões como "essencial". Ela também declarou: "Com William, nós sempre entramos em discussões sobre a filosofia ou sobre a física quântica". Quando começou a trabalhar com Benny e Alle Benassi, ela achou difícil comunicar-se com Benny por ele não ter fluência na língua inglesa; durante as sessões de gravação, ela usou Alle como intérprete e então, eles finalmente encontraram uma maneira de se comunicar. Ela não havia trabalhado com o disc jockey (DJ) antes e descobriu que o primeiro encontro com o produtor foi difícil ao ponto dela se sentir tímida e depois de terem resolvido o problemas de comunicação, Madonna disse: "Eu senti como se eu o conhecesse muito bem".

## Título e capa

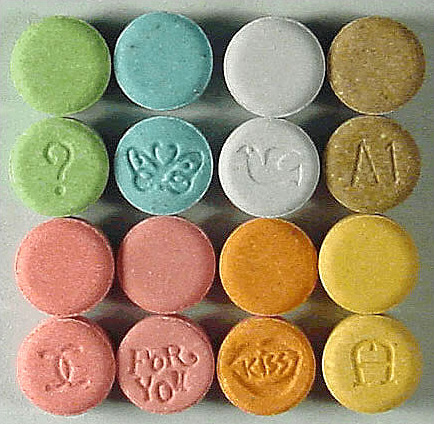
O nome do álbum é uma referência a droga MDMA, conhecida como ecstasy.

No final de 2011, alguns rumores apontavam que o título do décimo segundo álbum de Madonna seria Luv. No entanto, o título oficial do trabalho foi anunciado pela cantora durante uma entrevista à Graham Norton durante o The Graham Norton Show em 11 de janeiro de 2012. MDNA foi o nome escolhido. Martin Solveig revelou que M.I.A. sugeriu o título, observando que "nós estávamos nos divertindo muito com as iniciais. M.I.A. disse: 'Você deve intitular o álbum de MDNA, pois seria uma boa abreviação e ortografia de seu nome'. Então percebemos que havia realmente muitas possibilidades diferentes de entendimento para aqueles iniciais, e o mais importante é 'o DNA de Madonna'". Em outra ocasião, para o The Tonight Show with Jay Leno, a estadunidense explicou que o título do disco é um trocadilho triplo, representando o seu nome e seu DNA. Ela também insinuou que também é uma referência à droga MDMA, que produz "sentimentos eufóricos de amor". O título foi criticado por Lucy Dawe, porta-voz da campanha do grupo antidrogas Cannabis Skunk Sense. Ela disse ao jornal The Sun que a escolha de Madonna de título do álbum foi "uma decisão mal aconselhada".
A capa para MDNA foi fotografada por Mert e Marcus e dirigida por Giovanni Bianco. A capa da edição deluxe do álbum foi revelada através do Facebook da cantora, em 31 de janeiro de 2012. De acordo com Jocelyn Vena, da MTV, na capa, a cantora está "de cabeça erguida, com seus cabelos encaracolados ao vento. Ela está usando muito rímel, batom vermelho brilhante, uma gargantilha e um top brilhante rosa de seda. A foto também apresenta um vidro de canaleta sobre ela." Jeff Giles do PopCrush comentou: "Consistindo em uma colorida fotografia de Madonna em um clássico loiro e uma pose glamourosa, a capa de MDNA promete um passo ousado, mantendo uma forte reminiscência de seu trabalho no topo das paradas dos anos 80". Robbie Daw do Idolator comparou a obra com a de True Blue (1986). A capa da edição padrão foi mais tarde revelada em 6 de fevereiro de 2012. Emily Hewett do Metro escreveu que "embora a capa tenha cores semelhantes e o mesmo estilo da capa da edição deluxe, a versão padrão possui uma visão do corpo da cantora, com um vestido escarlate apertado e luvas condizentes, ao invés de um close em seu rosto".

## Lançamento

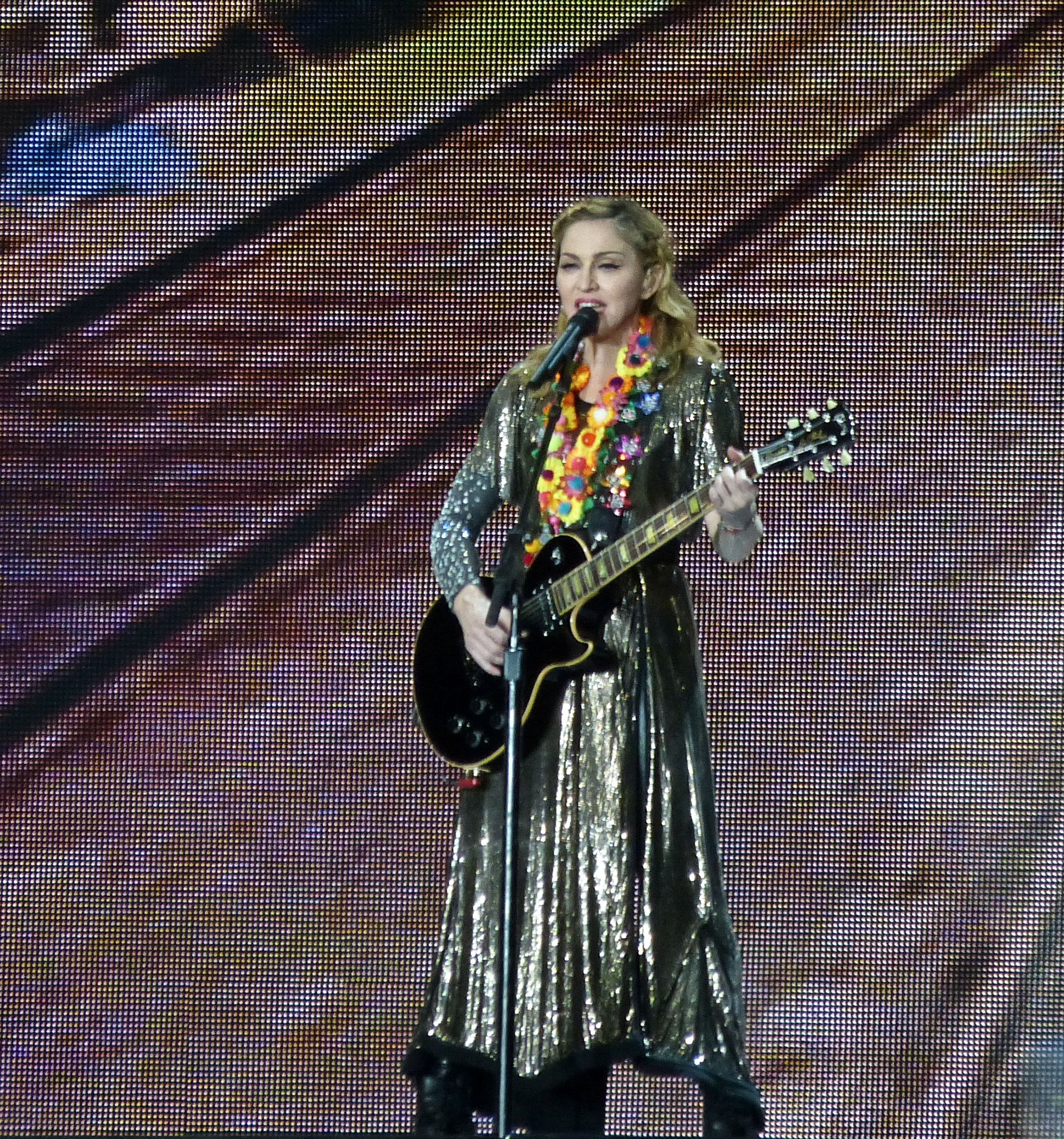
Madonna interpretando "I'm a Sinner", na MDNA Tour em 2012. Em sua letra, a canção nomea diferentes santos e suas virtudes e se declara transgressora.

Em um comunicado lançado em dezembro de 2011, foi anunciado que Oseary e a Live Nation haviam desenvolvido um plano de longa data para Madonna, através do qual ela havia assinado um contrato de três álbuns com a Interscope Records, subsidiária da Universal Music Group. Foi o começo do acordo 360 assinado pela intérprete com a Live Nation em 2007, que incluía "novos álbuns de estúdio, turnês, merchandising, fã-clube/website, DVDs, projetos televisivos e cinematográficos relacionados à música e acordos de patrocínio associados". Na mesma nota, a data de lançamento de MDNA foi anunciada para o final de março de 2012, com o primeiro single "Give Me All Your Luvin'" sendo lançado em janeiro de 2012. Em uma enquete realizada pela Billboard no mesmo mês, o álbum foi votado como o mais aguardado para 2012, com 42% dos votos. A data final de distribuição foi confirmada para 23 de março de 2012 na Alemanha e na Austrália, e para 26 de março na maioria dos outros mercados, incluindo os Estados Unidos.
Em 3 de fevereiro de 2012, foi lançado um megamix contendo "Girl Gone Wild", "Give Me All Your Luvin'" e "Turn Up the Radio". Um mês depois, estrearam as prévias de "I'm Addicted", "Love Spent", "Gang Bang", "Superstar", "Falling Free", e "I Don't Give A". A cantora também lançou a duração completa da música "I Fucked Up", que foram notadas linhas dedicadas à Ritchie. Uma semana antes de seu lançamento, MDNA foi executado inteiramente na rádio online AOL, no que resultou em seu vazamento. Devido a uma violação de direitos de autor, foi imediatamente removido. O álbum foi inicialmente lançado em 23 de março de 2012, em duas edições separadas. A edição deluxe inclui mais cinco canções.
Em 26 de março de 2012, a empresa Smirnoff anunciou em seu página oficinal da rede social Facebook uma edição exclusiva de MDNA. Intitulada Nightlife Edition, apresenta sete faixas da edição padrão do álbum, um remix exclusivo de "Masterpiece", quatro remixes — sendo um deles exclusivo — de "Give Me All Your Luvin'" e, ainda, dois remixes de "Turn Up the Radio". Inicialmente, esta edição seria disponível no mundo inteiro, mas acabou por ser disponibilizada apenas nos Estados Unidos, o que a empresa considerou um erro técnico. A edição foi disponibilizada por um preço de  3,50 dólares durante um tempo limitado. Em 13 de abril, a mesma organização disponibilizou um extended play (EP) grátis no Reino Unido. O EP inclui três remixes de "Give Me All Your Luvin'", um remix de "Masterpiece" e três remixes de "Turn Up the Radio", sendo um deles exclusivo no Reino Unido. Já a versão deluxe lançada em disco de vinil possui dezessete faixas e inclui a edição deluxe em dois discos de vinil 12". Foi lançada três dias depois.

## Composição
Eu sinto que todas as músicas no rádio atualmente têm uma qualidade homogeneizada a elas. Eu fiz um esforço enorme para tentar não soar como todo mundo. A música que eu fiz com William é bastante introspectiva, enquanto [que a que eu fiz com] Martin é mais irônica, engraçada e alegre. Há um jeito meio animado nela e um aspecto muito divertido nas faixas.

— Madonna sobre as faixas de MDNA, em entrevista ao The Sun.
Musicalmente, MDNA é inspirado pelos gêneros dance-pop e electronic dance music (EDM), com elementos de disco, funk, techno e dubstep, seguindo uma direção musical oposta à apresentada seu álbum anterior, Hard Candy, onde as canções exploravam elementos proeminentes da música urbana como o hip hop e R&B. Embora existam várias canções cujos temas sejam amor e dança, há outras que são liricamente relacionadas a seu divórcio de Guy Ritchie, ocorrido em 2008, porque nelas são tratados questões como traição pessoal, desgosto, vingança e arrependimento. Além disso, em algumas músicas, há elementos de trabalhos anteriores da musicista, incluindo referências a alguns de seus singles anteriores, como "Papa Don't Preach", "Vogue", "Sorry" e "Beautiful Stranger". Sobre o estilo e composição de MDNA, Madonna disse: "Eu fiz um esforço enorme para tentar não soar como todos os outros [artistas]. A música que eu fiz com William [Orbit] é um tanto introspectiva, enquanto a com Martin [Solveig] é mais irônica, engraçada e alegre".
"Girl Gone Wild", faixa de abertura do álbum, contém influências do ritmo padrão four-on-the-floor e um som similar ao de músicas de Confessions on a Dance Floor. Sua introdução contém elementos de "Act de Contriction", de Like a Prayer, enquanto o refrão fala sobre "uma menina que ficou selvagem" e canta sobre o seu "desejo ardente". A próxima música, "Gang Bang", baseia instrumentais EDM e dance com toques de dubstep, techno e batidas industriais. Seu assunto é mais escuro: uma mulher que se vinga de seu amante, atirando em sua cabeça. A terceira faixa "I'm Addicted" tem sons de electro house e eurodance, cuja letra trata sobre ser viciado em uma pessoa, comparando o vício aos efeitos de um narcótico. "Turn Up the Radio" é a quarta faixa do álbum, que começa com uma melodia de teclado antes de se tornar um número de dance pop e eurodance, inspirado no anos 1980. Sua simples letra ordena os ouvintes a aumentar o volume do rádio e esquecer de seus problemas. "Give Me All Your Luvin'", quinta composição, é uma colaboração com as rappers Nicki Minaj e M.I.A. É uma música dance com elementos de pop bubblegum pop, synthpop, new wave e disco, e também contém gritos de líderes de torcida e dois raps: um por Minaj e um por M.I.A. "Some Girls" é a sexta obra de MDNA, um tema dance inspirado no hardstyle em que Madonna lista vários tipos de "garotas". "Superstar" é uma canção dance-pop com influências de pop e eletrônica, cujo gancho mostra influências de dubstep. Na letra, Madonna compara seu namorado com homens famosos que existiram ao longo da história, como John Travolta, Abraham Lincoln, Al Capone, entre outros, e diz ser a sua "maior fã". Sua filha Lourdes participou como vocal de apoio na canção.
A segunda metade de MDNA começa com "I Don't Give A", uma música com batidas industriais e influências de hip-hop. Sua letra refere-se à atitude que a cantora tem com seus críticos e como sua vida mudou depois de seu divórcio. A rapper convidada, Nicki Minaj, faz um rap que destaca as principais virtudes de Madonna, que termina com a frase: "Há apenas uma rainha, e ela é Madonna, sua vadia". A nona composição do álbum, "I'm a Sinner", tem arranjos de rock and roll inspirado na década de 1960 e no country. Em sua letra são mencionadas analogias do pecado, que culminam com um versículo onde ela pede a vários santos que forneçam suas virtudes para não pecar novamente. "Love Spent" começa com uma introdução no banjo, seguido por uma melodia pop com influências de música eletrônica. A intérprete escreveu suas letras muito perto de seu divórcio milionário de Ritchie, uma vez que em que soa como uma mulher que diz a seu parceiro que o ama como ama seu próprio dinheiro. "Masterpiece", que também foi incluída na trilha sonora do filme W.E, é uma balada com um toque de música latina, com arranjos de cordas, violões e uma percussão prominente. Ela fala sobre o quão doloroso é estar apaixonada por alguém que é tão perfeito como uma obra de arte. O tema que fecha o álbum é "Falling Free", uma balada com uma melodia simples, baseada em uma linha de baixo e sem percussão, com uma letra complexa que fala sobre amor, exaltação e liberdade.
A edição deluxe de MDNA contém várias faixas adicionais que se seguem a composição de estilo do restante do álbum. Por exemplo, "I Fucked Up" é uma canção com um ritmo lento, como as outras músicas do disco, fala sobre seu divórcio, onde a musicista aceita que as coisas não foram de acordo com seus planos. Em "Beautiful Killer", uma música com um arranjo de cordas de destaque e uma batida dance, em sua letra trata-se de metáforas do amor na relação entre um assassino e vítima. "Birthday Song" é uma canção de aniversário realizada com M.I.A., que contém uma melodia simples, baseada em uma linha de baixo com um estilo punk e percussão acompanhante. Finalmente, no ponto de "Best Friend", Madonna lamenta a perda de um amante, que ela compara à seu melhor amigo, e admite sentir-se culpada e com remorso. Outras faixas adicionais incluem um remix de "Give Me All Your Luvin'", realizado pela dupla de electropop LMFAO (a versão tocada na turnê MDNA Tour) e uma versão acústica de "Love Spent".

## Crítica profissional
| Críticas profissionais | Críticas profissionais |
| Pontuações agregadas   | Pontuações agregadas   |
| Fonte                  | Avaliação              |
| ---------------------- | ---------------------- |
| Metacritic             | 64/100                 |
| Avaliações da crítica  |                        |
| Fonte                  | Avaliação              |
| AllMusic               | [ 50 ]                 |
| Billboard              | (favorável)            |
| The Daily Telegraph    | [ 80 ]                 |
| Entertainment Weekly   | B–                     |
| The Guardian           | [ 62 ]                 |
| The Independent        | [ 45 ]                 |
| MusicOMH               | [ 47 ]                 |
| Rolling Stone          | [ 54 ]                 |
| Slant                  | [ 51 ]                 |
| USA Today              | [ 81 ]                 |

Após o seu lançamento, MDNA recebeu avaliações positivas por parte da imprensa especializada. No agregador Metacritic, o álbum recebeu uma pontuação média de 64 pontos, de uma escala que vai até 100, baseada em trinta e quatro revisões, o que indica "análises geralmente favoráveis". Andy Gill, do jornal The Independent, escreveu que "representa uma determinada correção sem sentido por Madonna depois do sem brilho Hard Candy". Joe Levy, escritor da Rolling Stone, atribuiu ao trabalho quatro estrelas e meia de cinco, considerando que "as canções tem profundidade que recompensam serem rescutadas", concluindo que "a primeira impressão [que dará] é [de] um desespero que a maioria das pessoas irão confundir com o velho impulso de Madonna por apelo comercial. Isso não é errôneo, mas é algo muito mais pessoal. Há algo notável na decisão de Madonna de compartilhar seu sofrimento da mesma forma que ela compartilhou seu prazer". Jornalista da Billboard, Keith Caulfield o apelidou de "uma coleção de canções pop, das quais algumas são fatias de brilhantismo", e declarou: "Madonna não faz só nos levar para a pista de dança com MDNA; ela nos deixa exaustos, nos drena e confia em nós". Elan Priya, em texto para a NME, avaliou o álbum com a mesma classificação, adjetivando-o de "uma agradável brincadeira ridícula", bem como "uma das coisas mais viscerais que ela já fez". No portal musicOMH, Laurence Green elogiou Madonna pelos "cuidados na seleção do álbum e o julgamento de produzir alguns dos sons vitais mais enérgicos que ela nos entrega em anos", descrevendo-o como dançante e finalizando: "é excelente. Muitas vezes, simplesmente porque ele faz o que faz com confiança tão desenfreada, do tipo que só poderia resultar de Madonna".
Embora tenha achado as letras um tanto clichês, Nick Levine da BBC Music elogiou as "emoções" e declarou: "Tem seus defeitos, mas MDNA não é apenas um álbum de música pop bom, é um álbum de Madonna bom demais". Sarah Rodman, do The Boston Globe, elogiou as músicas que exploram um "território mais pessoal e abstrato" e escreveu que "não é um álbum perfeito de Madonna, mas ultrapassa inteiramente os seus predecessores, quando Madonna quebra o doce duro e nos permite chegar ao seu recheio emocional". Dando-lhe quatro estrelas e meia de cinco, Sal Cinquemani, da revista Slant, narrou o disco como "surpreendentemente coesivo, apesar de seus sete produtores" e afirmou "é óbvio que Madge e Billy Bubbles ainda podem criar magia em conjunto". Simon Goddard, da publicação Q, chamou-lhe de seu melhor desempenho desde Ray of Light (1998), assim como o escritor da Chicago Tribune, Greg Kot, que escreveu que ela "se destaca" nas músicas produzidas por William Orbit. Em análise semelhante, o analista da Spin, Caryn Ganz, atribuiu uma nota 7 de 10 para o álbum, escrevendo: "Se há um produtor que sabe como arrancar o melhor que há em Madonna, é Orbit, produtor de Ray of Light". Jon Pareles do The New York Times notou o "instinto pop de Madonna, o que contagia tudo [...] que a move gancho após gancho em MDNA". Em seu guia para o consumidor do MSN Music, o crítico Robert Christgau deu ao álbum uma nota A-.
No entanto, o editor do banco de dados Allmusic, Stephen Thomas Erlewine, emitiu quatro estrelas e meia de cinco para o projeto, chamando-o de "pedregoso" e "excessivamente oco", como resultado de "cálculos frios" destinados a reafirmar a proeminência de Madonna no dance e pop. Com uma nota B+, Melissa Maerz, da Entertainment Weekly, elogiou as músicas de amor em MDNA, mas considerou que ele é "empenhado em mostrar quanta energia uma pessoa de 53 anos de idade coloca em seu trabalho [...] todos esses lembretes de sua ética de trabalho podem soar exaustivos". O The Daily Telegraph publicou uma resenha de Helen Brown, que descreveu suas letras como "horrivelmente clichês" e criticou a direção de Madonna, afirmando que "uma mulher, que está colocando muita energia visivelmente desesperada para parecer e soar como uma adolescente, está perdendo o ponto do pop, de festas... da vida". Emily Mackay, do The Quietus, notou uma "falta de ambição" no projeto. Concedendo cinco estrelas e meia de cinco, Matthew Perpetua, do Pitchfork Media, descreveu-o como "escandalosamente banal" e "particularmente oco, o resultado morto das obrigações, prazos, e das apostas humildes". Maura Johnston, do The Village Voice, classificou a voz de Madonna como "sem presença". O escritor Randall Roberts, do Los Angeles Times, viu que a música do álbum sofre de "familiaridade" e que ele "evidencia que a cantora ficou para trás, que ela não está mais sendo o assunto" da música pop. Genevieve Koski, do The A.V. Club, criticou seus vocais "eletronicamente manipulados" e "as batidas de euro-dance genéricas", enquanto que classificou MDNA como "competente, mas igualmente superficial". Gareth Grundy, do The Observer, foi ambivalente em relação às faixas "rave-pop rústicas" do álbum, escrevendo que a sua "reta final [...] parece como se estivesse sido emprestado de um projeto totalmente diferente e muito melhor". Entregando para o projeto três estrelas de cinco atribuíveis, Alexis Petridis, do The Guardian, resumiu-o como "nem triunfo, nem desastre", escrevendo que "acaba por ser apenas mais um produto de Madonna". Com o disco, Madonna ganhou duas condecorações na cerimônia dos Billboard Music Awards, nas categorias Top Dance Album e Top Dance Artist.

## Singles

### Oficiais

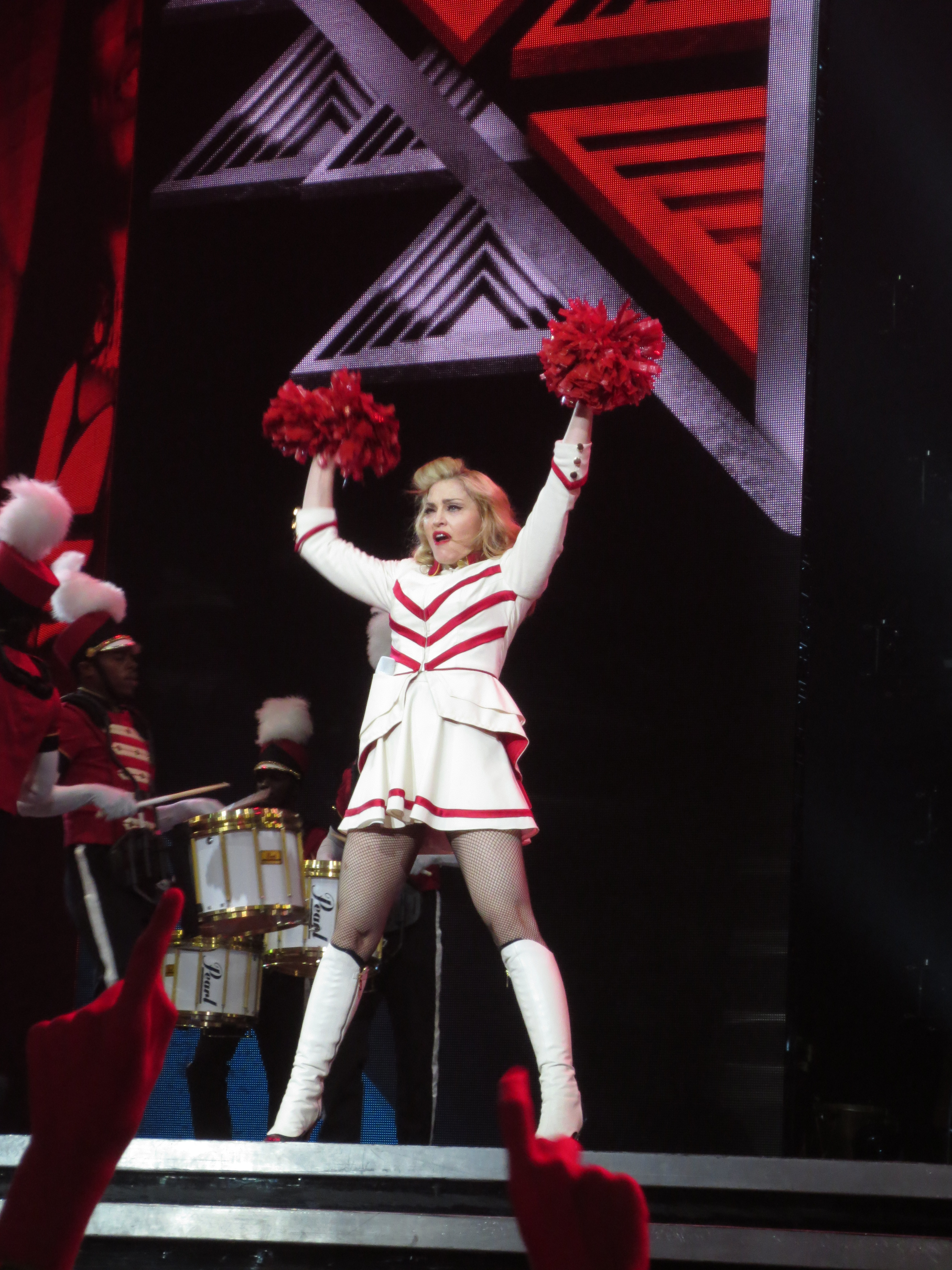
Madonna apresentando "Give Me All Your Luvin'", a canção tornou-se seu trigésimo oitavo single a alcançar as dez primeiras posições na Billboard Hot 100.

"Give Me All Your Luvin'" foi lançada como o primeiro single do disco MDNA em 3 de fevereiro de 2012. Dois trechos de sua versão demo intitulada "Give Me All Your Love" vazaram em 8 de novembro de 2011. No mesmo dia, a versão inteira da canção vazou inteiramente. Recebeu críticas mistas de críticos especializados, que elogiaram sua melodia "contagiante", mas sentiram que a composição musical era inferior aos singles anteriores de Madonna. Alguns críticos classificaram a canção como um single fraco para ser o primeiro do álbum, e que não era uma representação adequada de MDNA. "Give Me All Your Luvin'" alcançou a primeira posição das paradas do Canadá, Finlândia, Hungria, Israel e Venezuela. Tornou-se seu trigésimo oitavo single a alcançar as dez primeiras posições na Billboard Hot 100, fazendo a cantora a artista com mais singles nas primeiras dez posições na história da parada, doze das quais atingiram a primeira posição. Em 3 de fevereiro de 2012, o vídeo completo de "Give Me All Your Luvin'" estreou no canal oficial da cantora no YouTube. O vídeo tem como tema as líderes de torcida e o futebol americano, inspirado por sua então futura apresentação no Super Bowl XLVI, além de Madonna, Minaj e M.I.A. terem retratado o visual de Marilyn Monroe.
Em 10 de fevereiro de 2012, Madonna confirmou ao radialista Ryan Seacrest que "Girl Gone Wild" serviria como o segundo single do álbum. Na mesma entrevista, negou os boatos de que Britney Spears participaria da canção. Dias antes, houve uma controvérsia em torno do título da composição, que era inicialmente conhecida como "Girls Gone Wild". Joe Francis, criador da franquia de mesmo nome, ameaçou processar Madonna caso ela interpretasse a música durante sua apresentação no Super Bowl. Contudo, foi anunciado pela NFL que a obra não seria cantada no evento. No final, o título da faixa foi ligeiramente modificado para o singular "Girl Gone Wild". Foi recebida com opniões mistas pelos críticos musicais, com alguns a chamando de "memorável", enquanto outros a classificaram como "esquecível". Ela anunciou que após os pré-ensaios de sua turnê mundial, ela iria gravar um vídeo, que seria dirigido por Mert e Marcus. Ainda na entrevista com Seacrest, Madonna confirmou que a produção seria filmada na semana de 17 de fevereiro de 2012. Os fotógrafos Mert e Marcus foram confirmados como os diretores. O grupo de dança ucraniana Kazaky aparece no produto final, bem como os modelos de moda Brad Alphonso, Jon Kortajarena, Rob Evans, Sean O'Pry e Simon Nessman.
"Turn Up the Radio" foi lançada como o terceiro single em 5 de agosto de 2012. Foi originalmente gravada para o quinto álbum de Martin Solveig, Smash, com vocais de Sunday Girl. A canção foi recebida com críticas positivas, com alguns elogiando sua produção, enquanto outros criticando suas letras clichês. "Turn Up the Radio" alcançou a posição 68 no Japão e a 125 na Coréia do Sul. Um vídeo musical foi dirigido por Tom Munro e gravado entre 18 e 19 de junho em Florença, Itália. Madonna veste uma capa preta, luvas pretas e chapéu militar preto, enquanto caminha em direção a um carro cheio de dançarinos. Nos Estados Unidos, alcançou o primeiro lugar da tabela Dance/Club Play Songs, tornando-se o quadragésimo terceiro single de Madonna a alcançar a primeira posição de tal parada, superando cantoras como Janet Jackson (19), Beyoncé, Rihanna (18) e Mariah Carey (15).

### Promocionais
"Masterpiece" foi lançada como single promocional na Alemanha em 13 de julho de 2012. Recebeu uma grande aclamação crítica, que aprovaram suas "letras poéticas" e sua "orquestra magnítica", bem como um dos melhores desempenhos vocais de Madonna em MDNA. "Masterpiece" ganhou um Globo de Ouro por Melhor Canção Original. O cantor Elton John, que também concorria na mesma categoria, fez críticas à Madonna, dizendo que a canção "não tinha porcaria de chance nenhuma de ganhar [na categoria]". Alcançou a posição 65 na República Checa.
"Superstar" foi lançada como single promocional no Brasil em 3 de dezembro de 2012 e distribuída pela Folha de S. Paulo. Sua capa foi feita pela brasileira Simone Sapienza, mais conhecida como "Siss", e foi escolhida entre 30 finalistas de uma enquete promovida por uma parceria entre a Folha de S. Paulo e o projeto Keep Walking Brazil, da Johnnie Walker. Os dez trabalhos mais votados foram enviados a Madonna, que fez a escolha final.

## Divulgação

### Super Bowl

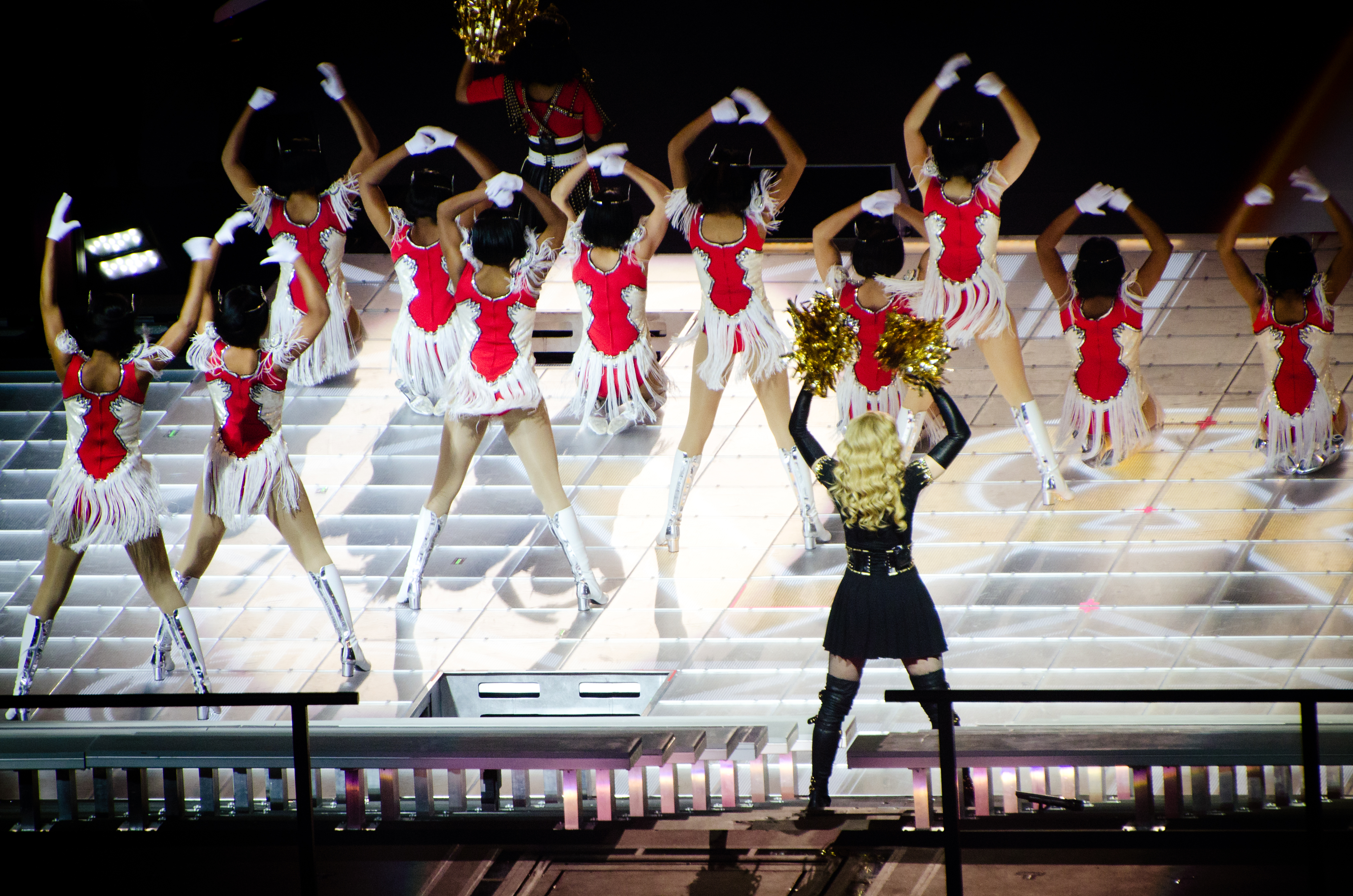
Madonna apresentando "Give Me All Your Luvin'" no Super Bowl XLVI, 2012.

Em dezembro de 2011, foi anunciado que Madonna iria se apresentar no intervalo do Super Bowl XLVI no Lucas Oil Stadium, em Indianápolis, Indiana. A artista foi auxiliada pelo Cirque du Soleil na produção do concerto e escolhida ao invés da artista americana Lady Gaga. Os ensaios para apresentação duraram cerca de 320 horas, acumuladamente. Consistiu em vinte bonecas dançantes, dezessete bailarinos principais, 200 membros do coro de uma igreja e cem percussionistas. Trinta e seis projetores de imagens foram utilizados para criar um espetáculo de luzes. A apresentação foi iniciada com "Vogue", que era interligada com "Music", que por sua vez foi interpretada com a dupla LMFAO junto com trechos de suas músicas "Party Rock Anthem" e "Sexy and I Know It". Logo após, "Give Me All Your Luvin'" foi cantada com Minaj e M.I.A. Em seguida, um medley de "Open Your Heart" e "Express Yourself" foi utilizado como interlúdio para "Like a Prayer", que foi cantada com Cee Lo Green e 200 membros de um coro.
O concerto ganhou ampla atenção da mídia após M.I.A. ter estendido seu dedo do meio para a câmera no fim de seu verso, que terminava com a palavra "merda". O incidente fez com que a NBC, que transmitia o evento, e a NFL, organizadora, emitissem pedidos de desculpas. O vice-presidente da NBC, Brian McCarty, disse: "Houve uma falha no sistema de atraso da NBC. O gesto obsceno na apresentação foi completamente inapropriado, muito decepcionante, e pedimos desculpas aos nossos fãs. Nosso sistema se atrasou para obscurecer o gesto impróprio e pedimos desculpas aos nossos telespectadores". A apresentação de de Madonna quebrou o recorde como o mais assistido show do intervalo do Super Bowl na história, tendo sido assistida por 114 milhões de espectadores. Ela também estabeleceu um novo recorde como o mais assunto mais falado no Twitter, com 10 245 publicações por segundo, além de ter se tornado o termo mais procurado no Google durante o decorrer do evento. No entanto, ambos foram posteriormente quebrados.

### Mídia
Após sua apresentação no Super Bowl, o álbum recebeu promoção limitada e Madonna estava basicamente fora da mídia. Ela evitou aparições na televisão e apresentações ao vivo, focando-se apenas nos ensaios para sua turnê mundial. Em 11 de abril de 2012, seu empresário Guy Oseary explicou em seu perfil no Twitter: "Eu acho que nós poderíamos ter ido na TV na semana passada, mas estávamos em ensaios pela manhã e à noite". Através de sua página oficial no Facebook, Madonna publicou trechos de um minuto de duração de várias faixas do álbum, perguntou aos seus fãs sobre as músicas que deveriam ser executadas durante sua turnê, além de ter publicado quatro fotos de seu ensaio. Em 24 de março de 2012, uma conversa da estadunidense com Jimmy Fallon foi transmitida ao vivo pela mesma rede social para a promoção do lançamento do álbum.
Após a queda de vendas do álbum em sua segunda semana, os críticos e os fãs criticaram a falta de promoção e escolhas de singles para o álbum. Através de seu Facebook, o produtor William Orbit expressou seu descontentamento da má promoção, e disse que eles tiveram pouco tempo para gravar o projeto, porque a agenda de Madonna estava cheia de outros compromissos, como "comerciais de perfume e concursos de moda de adolescentes". Orbit mais tarde pediu desculpas pela declaração. Mais tarde, ela fez uma breve aparição no Ultra Music Festival 14, em Miami, em março de 2012, onde foi tocado o remix de seu single "Girl Gone Wild", do DJ sueco Avicii. No meio da apresentação, ela perguntou à plateia: "Vocês têm visto Molly?", que muitos encararam como uma alusão à droga Ecstasy. Muitas personalidades e músicos criticaram a cantora, como o artista Deadmau5, que publicou no Twitter: "Você é uma influência para centenas de milhões de pessoas. Você tem uma voz poderosa, e a EDM poderia usar a sua influência positiva, não para conversas sobre 'Molly'", dentre várias outras críticas. Ela respondeu com uma imagem de 1989, de si mesma usando orelhas de Minnie Mouse com uma frase que dizia: "De um rato para outro. Eu não apoio o uso de drogas e eu nunca apoiei. Eu estava me referindo à canção chamada 'Have You Seen Molly' escrita pelo meu amigo Cedric Gervais que quase trabalhou em meu último álbum..."

### Turnê

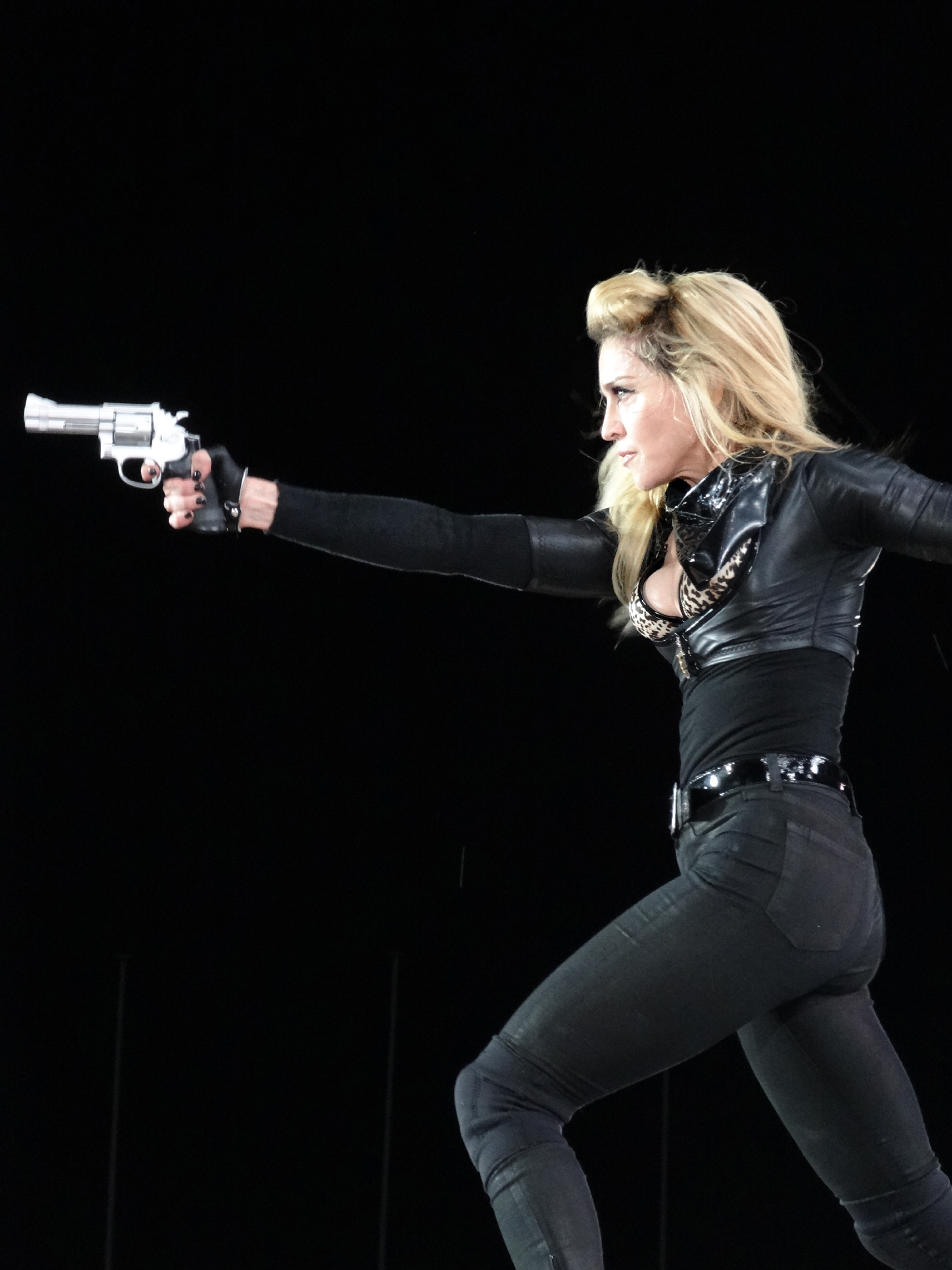
Madonna apresentando "Gang Bang" durante a MDNA Tour em 2012, número que foi alvo de controvérsias referente ao uso de armas de fogo.

A MDNA Tour, a nona de Madonna, começou em maio de 2012 e foi promovida pela Live Nation Entertainment. A turnê foi anunciada em fevereiro de 2012, logo após sua apresentação no Super Bowl, com datas americanas e europeias reveladas. É sua maior turnê, com 90 concertos; além disso, a digressão passou por muitos países que a cantora nunca visitou. A parte triangular do palco consiste em duas passarelas para Madonna interagir com a audiência e uma área fechada onde o público pôde ficar mais perto do palco. Há também um telão de três partes, que os produtores dizem ser o maior já feito. Madonna anunciou que a primeira parte do concerto seria violenta, e andaria sobre cordas em uma apresentação. Os figurinos foram projetados por Jean Paul Gaultier, Arianne Phillips e Riccardo Tisci.
O concerto causou várias controvérsias por países em que passou; no interlúdio de vídeo "Nobody Knows Me", o rosto da política francesa de extrema-direita Marine Le Pen apareceu na tela com uma suástica em sua testa, o que causou em um processo judicial contra Madonna. Durante um show na Turquia, Madonna expôs brevemente seu seio direito para o público, causando controvérsia entre os islâmicos conservadores do país. O uso de armas após o massacre em Aurora em 2012 foi mal visto pelo público, com Madonna justificando que elas eram apenas símbolos. Maior controvérsia foi vista na Rússia; ao defender a banda feminista Pussy Riot, ela foi recebida com más palavras do Vice-primeiro-ministro Dmitry Rogozin. Foi também ameaçada de prisão se defendesse o público LGBT no concerto em Moscou, o que ela fez, e foi processada por uma organização anti-gay russa alegando que era contra as leis locais.
A turnê recebeu críticas geralmente positivas. Após a abertura de venda de ingressos, muitos se esgotaram em poucos minutos. Nos Estados Unidos, 60 mil ingressos para um concerto no Yankee Stadium, Nova Iorque, se esgotaram em 20 minutos. Em Ottawa, 15 mil ingressos para o concerto no Scotiabank Place se esgotaram em 21 minutos, tornando-se a venda mais rápida de um concerto na história da arena, batendo o recorde anterior pertencente ao AC/DC em 2009. Na Turquia, 50 mil ingressos para o show em Istambul foram vendidos em quatro dias. Madonna vendeu mais de 100 mil ingressos em dois dias para três apresentações no Brasil. Após seu término, tornou-se a turnê mais lucrativa de 2012, com 305.2 milhões de dólares de 88 shows esgotados, tornando-se até então a nona turnê de maior bilheteria de todos os tempos e a segunda maior entre artistas femininas, atrás apenas da Sticky & Sweet Tour (2008-09), da própria cantora. Madonna também quebrou um recorde ao ocupar os dois primeiros lugares entre artistas do gênero feminino. Além disso, a turnê rendeu-lhe um condecoração nos Prêmios Billboard Music em 2013, na categoria Top Touring Artist.

## Alinhamento de faixas
O alinhamento de faixas do disco foi revelado em 3 de fevereiro de 2012 através do website oficial de Madonna; apresenta doze faixas na edição padrão do disco, dezessete em sua edição deluxe e dezoito em sua edição deluxe japonesa.
| MDNA – edição padrão |                                                      | |                                                       |         |  |
| N.º                  | Título                                               | Compositor(es) | Produtor(es)                                          | Duração |  |
| 1.                   | "Girl Gone Wild"                                     | Madonna Jenson Vaughan Alessandro "Alle" Benassi Benny Benassi                                                              | Madonna B. Benassi A. Benassi                         | 3:44    |  |
| 2.                   | "Gang Bang"                                          | Madonna William Orbit Priscilla Hamilton Keith Harris Jean-Baptiste Mika Don Juan Demacio "Demo" Casanova Stephen Kozmeniuk | Madonna Orbit The Demolition Crew                     | 5:28    |  |
| 3.                   | "I'm Addicted"                                       | Madonna A. Benassi M. Benassi                                                                                               | Madonna B. Benassi A. Benassi The Demolition Crew [a] | 4:34    |  |
| 4.                   | "Turn Up the Radio"                                  | Madonna Martin Solveig Michael Tordjman Jade Williams                                                                       | Madonna Solveig                                       | 3:48    |  |
| 5.                   | "Give Me All Your Luvin'" (com Nicki Minaj & M.I.A.) | Madonna Solveig Onika Tanya Maraj Maya Arulpragasam Tordjman                                                                | Madonna Solveig                                       | 3:22    |  |
| 6.                   | "Some Girls"                                         | Madonna Orbit Klas Åhlund                                                                                                   | Madonna Orbit Åhlund [a]                              | 4:55    |  |
| 7.                   | "Superstar"                                          | Madonna Hardy "Indiigo" Muanza Michael Malih                                                                                | Madonna Muanza Malih                                  | 3:53    |  |
| 8.                   | "I Don't Give A" (com Nicki Minaj)                   | Madonna Solveig Maraj Julien Jabre                                                                                          | Madonna Solveig                                       | 4:21    |  |
| 9.                   | "I'm A Sinner"                                       | Madonna Orbit Jean-Baptiste                                                                                                 | Madonna Orbit                                         | 4:52    |  |
| 10.                  | "Love Spent"                                         | Madonna Orbit Jean-Baptiste Hamilton Alain Whyte Ryan Buendia Michael McHenry                                               | Madonna Orbit Free School [a]                         | 3:45    |  |
| 11.                  | "Masterpiece"                                        | Madonna Julie Frost Jimmy Harry                                                                                             | Madonna Orbit Harry [b]                               | 4:00    |  |
| 12.                  | "Falling Free"                                       | Madonna Laurie Mayer Orbit Joe Henry                                                                                        | Madonna Orbit                                         | 5:12    |  |
| Duração total:       | Duração total:                                       | Duração total: | Duração total:                                        | 51:54   |  |

| MDNA – edição deluxe (faixas bônus) |                                                                        |                                             |                                                           |         |  |
| N.º                                 | Título                                                                 | Compositor(es)                              | Produtor(es)                                              | Duração |  |
| 13.                                 | "Beautiful Killer"                                                     | Madonna Solveig Tordjman                    | Madonna Solveig                                           | 3:47    |  |
| 14.                                 | "I Fucked Up"                                                          | Madonna Solveig Jabre                       | Madonna Solveig                                           | 3:29    |  |
| 15.                                 | "B-Day Song" (com M.I.A.)                                              | Madonna Arulpragasam Solveig                | Madonna Solveig                                           | 3:34    |  |
| 16.                                 | "Best Friend"                                                          | Madonna A. Benassi M. Benassi               | Madonna The Demolition Crew B. Benassi [a] A. Benassi [a] | 3:20    |  |
| 17.                                 | "Give Me All Your Luvin'" (Party Rock Remix) (com LMFAO e Nicki Minaj) | Madonna Solveig Maraj Arulpragasam Tordjman | Madonna Solveig LMFAO [c]                                 | 4:03    |  |
| Duração total:                      | Duração total:                                                         | Duração total:                              | Duração total:                                            | 70:07   |  |

| MDNA – edição deluxe japonesa |                                              |                                       |                                           |         |  |
| N.º                           | Título                                       | Compositor(es)                        | Produtor(es)                              | Duração |  |
| 18.                           | "Girl Gone Wild" (Justin Cognito Radio Edit) | Madonna Vaughan A. Benassi B. Benassi | Madonna B. Benassi A. Benassi Congito [C] | 3:37    |  |
| Duração total:                | Duração total:                               | Duração total:                        | Duração total:                            | 73:44   |  |

| MDNA – Faixa bônus da edição deluxe em pré-venda nos iTunes Store |                                |                                                       |                          |         |  |
| N.º                                                               | Título                         | Compositor(es)                                        | Produtor(es)             | Duração |  |
| 18.                                                               | "Love Spent" (versão acústica) | Madonna Orbit Baptiste Hamilton Whyte Buenida McHenry | Madonna Orbit School [A] | 4:24    |  |
| Duração total:                                                    | Duração total:                 | Duração total:                                        | Duração total:           | 74:31   |  |

| MDNA – edição nightlife da Smirnoff |                                                                                    |         |  |
| N.º                                 | Título                                                                             | Duração |  |
| 1.                                  | "Give Me All Your Luvin'" (com Nicki Minaj e M.I.A.)                               | 3:22    |  |
| 2.                                  | "Beautiful Killer"                                                                 | 3:47    |  |
| 3.                                  | "Best Friend"                                                                      | 3:20    |  |
| 4.                                  | "I'm a Sinner"                                                                     | 3:52    |  |
| 5.                                  | "Love Spent"                                                                       | 3:45    |  |
| 6.                                  | "Some Girls"                                                                       | 4:55    |  |
| 7.                                  | "Superstar"                                                                        | 3:53    |  |
| 8.                                  | "Masterpiece" (Kid Capri's Remix)                                                  | 3:58    |  |
| 9.                                  | "Give Me All Your Luvin'" (Just Blaze Bionic Dub) (com Nicki Minaj e M.I.A.)       | 5:42    |  |
| 10.                                 | "Turn Up the Radio" (Leo Zero Remix)                                               | 7:23    |  |
| 11.                                 | "Turn Up the Radio" (Richard Vission Speakers Blow Remix)                          | 6:16    |  |
| 12.                                 | "Give Me All Your Luvin'" (Oliver Twizt Remix) (com Nicki Minaj e M.I.A.)          | 4:49    |  |
| 13.                                 | "Give Me All Your Luvin'" (Sultan & Ned Sheppard Remix) (com Nicki Minaj e M.I.A.) | 5:59    |  |
| 14.                                 | "Give Me All Your Luvin'" (Demolition Crew Remix) (com Nicki Minaj e M.I.A.)       | 7:02    |  |
| Duração total:                      | Duração total:                                                                     | 69:16   |  |

| MDNA – Extended play britânico da edição nightlife |                                                                                    |         |  |
| N.º                                                | Título                                                                             | Duração |  |
| 1.                                                 | "Give Me All Your Luvin'" (Oliver Twizt Remix) (com Nicki Minaj e M.I.A.)          | 4:49    |  |
| 2.                                                 | "Give Me All Your Luvin'" (Sultan & Ned Sheppard Remix) (com Nicki Minaj e M.I.A.) | 5:59    |  |
| 3.                                                 | "Give Me All Your Luvin'" (Demolition Crew Remix) (com Nicki Minaj e M.I.A)        | 7:02    |  |
| 4.                                                 | "Masterpiece" (Kid Capri's Remix)                                                  | 3:58    |  |
| 5.                                                 | "Turn Up the Radio" (Leo Zero Remix)                                               | 7:23    |  |
| 6.                                                 | "Turn Up the Radio" (Richard Vission Speakers Blow Remix)                          | 6:16    |  |
| 7.                                                 | "Turn Up the Radio" (Marco V Remix)                                                | 5:48    |  |
| Duração total:                                     | Duração total:                                                                     | 41:10   |  |

Notas
A  - denota co-produtores
B  - denota produtores adicionais
C  - denota remixadores e produtores adicionais

## Créditos
Todo o processo de elaboração de MDNA atribui os seguintes créditos:
Gestão
| - Interscope Records: gravadora, proprietária de direitos autorais/direitos autorais fonográficos - Universal Music Distribution: distribuição nacional/internacional - Universal Music International: licenciamento - Marlies Dwyer: advocacia - Richard Feldstein: gestão de negócios - Guy Oseary: gestão - Joseph Penachio: advocacia - Shire & Meiselas: advocacia | - Elena Barere: concertmaster - PC: advocacia - Shari Goldschmidt: gestão empresarial - Michael Goldsmith: advocacia - Grubman: advocacia - Indursky: advocacia - Paul Kremen: marketing - Liz Rosenberg: publicidade - Sara Zambreno: gestão |

Visuais e imagem
| - Giovanni Bianco: direção artística - Dolce & Gabbana: figurino - Gucci: figurino - Prada: figurino - Delfina Delettrez: figurino - Tom Ford: figurino - Mert & Marcus: fotografia - Garren: cabelo | - YSL: figurino - Dorothy Gaspar: figurino - Markus Lupfer: figurino - Miu Miu: figurino - Kiki de Montparnasse: figurino - Antonio Bernardi: figurino - Arianne Phillips: estilista - Gina Brooke: maquiagem |

Vocais
| - Madonna: vocal principal, vocal de apoio, vocal adicional - The Koz: vocal de apoio - Klas Åhlund: vocal de apoio - Nicki Minaj: vocal participante | - Maya Arulpragasam: vocal participante - Jean-Baptiste: vocais adicionais - Lola Leon: vocal de apoio |

Produção
| - Madonna: composição, produção - Klas Åhlund: composição, produção - Jean-Baptiste: composição - Alle Benassi: composição, produção - Benny Benassi: composição, produção - Ryan Buendia: compositor - Graham Archer: gravação - Don Juan Demacio Casanova: composição - Demo Castellon: mixagem, gravação, engenharia - Cecile Coutelier: assistente de gravação de cordas ao vivo - The Demolition Crew: produção - Jason Metal Donkersgoed: edição adicional, gravação adicional - Frank Filipetti: engenharia - Free School: produção - Julie Frost: composição - Chris Gehringer: masterização - Priscila Hamilton: composição - Keith Harris: composição - Jimmy Harry: composição, produção - Joe Henry: composição - Indiigo: composição, produção - Julien Jabre: composição - Gloria Kaba: assistente de engenharia - Ian Kagey: assistente de engenharia - Quentin Belarbi: assistente de engenharia | - Rob Katz: assistente de engenharia - Abel Korzeniowski: condução - The Koz: edição, programação, edição adicional - Stephen Kozmeniuk: composição - Raphael Lee: assistente de engenharia - Brad Leigh: assistente de engenharia - LMFAO: remixagem, produção adicional - Mika: composição - Nicki Minaj: composição - William Orbit: composição, produção - Stephane Reichart: gravação de cordas ao vivo - Andros Rodrigues: engenharia - Frad Sladkey: assistente de engenharia - Martin Solveig: composição, produção - Ron Taylor: ProTools, edição adicional de vocais - Angie Teo: gravação, assistente de mixagem, edição adicional, engenharia, assistente de engenharia - Alan Tilston: assistente - Michael Tordjman: composição - Jenson Vaughan: composição - Philippe Weiss: gravação - Alain Whyte: composição - Jade Williams: composição - Peter Wolford: assistente de engenharia - Kenta Yonesaka: engenharia |

Instrumentação
| - Madonna: violão - Diane Barere: violoncelo - Demo Castellon: bateria, baixo - Lise Bethaud: viola - Hahn-Bin: violino - David Braccini: violino - Christophe Briquet: viola, contratação de músicos - Bob Carlisle: trompa - Jeff Carney: baixo - Stephanie Cummins: violoncelo - Barbara Currie: trompa - Desiree Elsevier: violino - Romain Faure: sintetizadores adicionais - Pierre Fouchenneret: violino - Akemi Fillon: violino - Jean-Baptiste Gaudray: guitarra - Anne Gravoin: violino - Julien Jabre: guitarra, bateria - The Koz: teclado, sintetizadores - Diane Lesser: trompa | - Vincent Lionti: violino - Christophe Morin: violoncelo - Sarah Nemtanu: violino - Jessica Phillips: clarinete - Miwa Rosso: violoncelo - Dov Scheindlin: violino - Stacey Shames: harpa - Martin Solveig: sintetizadores, bateria, sintetizadores adicionais, bateria adicional - Sebastien Surel: violino - Ayako Tanaka: violino - Natasha Tchitch: viola - Alan Tilston: bateria, percussão - Michael Tordjman: sintetizadores, guitarras - Michael Turco: sintetizadores adicionais, outro - Sarah Veihan: violoncelo - David Wakefield: trompa - Dan Warner: guitarras - Ellen Westermann: violoncelo |

## Desempenho comercial
Em 3 de fevereiro de 2012, a edição deluxe de MDNA foi disponibilizada em pré-venda exclusiva na iTunes Store em 51 países ao redor do mundo. Alcançou a primeira posição em 53 países e tornou-se o álbum mais rapidamente vendido em sua pré-venda na história do serviço. Nos Estados Unidos, estreou no cume da Billboard 200, com 359 mil cópias vendidas; sendo o valor mais alto em uma primeira semana de um álbum de Madonna desde Confessions on a Dance Floor (2005). Também converteu-se em seu oitavo disco e quinto consecutivo a estrear no posto máximo. Sua comercialização foi ajudada pelo público da turnê da artista, que teve opção de adquiri-lo como bônus de sua compra do ingresso. Na atualização seguinte, desceu para a sétima posição com 48 mil cópias adquiridas, 86,7% de diminuição em suas vendas, tornando-a terceira maior queda do topo da Billboard 200 desde Christmas (2011), de Michael Bublé, que despencou para o número 24 com 96% de redução de vendas, e a maior queda percentual da segunda semana de vendas para um álbum que estreou na primeira posição em toda a história da Nielsen SoundScan, atrás apenas de Born This Way (2011), de Lady Gaga, que teve 84,28% de diminuição nas vendas. Em abril de 2015, contudo, o disco foi superado por Handwritten, de Shawn Mendes, que teve uma queda de 89%. MDNA saiu da Billboard 200 depois de dez semanas, sendo a menor estadia de um álbum de estúdio de Madonna desde American Life em 2003, que permaneceu por quinze semanas. No entanto, quando Madonna iniciou sua turnê pelo país o álbum retornou à parada, alcançando o número 74. Esta volta à Billboard 200 deu mais algumas semanas à MDNA, fazendo com que o total de semanas passasse para quinze. De acordo com a Nielsen SoundScan, MDNA comercializou cerca de 539 mil réplicas nos Estados Unidos, tornando-se o quarto álbum feminino mais adquirido do ano.  Consequentemente, recebeu um certificado de ouro pela Recording Industry Association of America (RIAA).

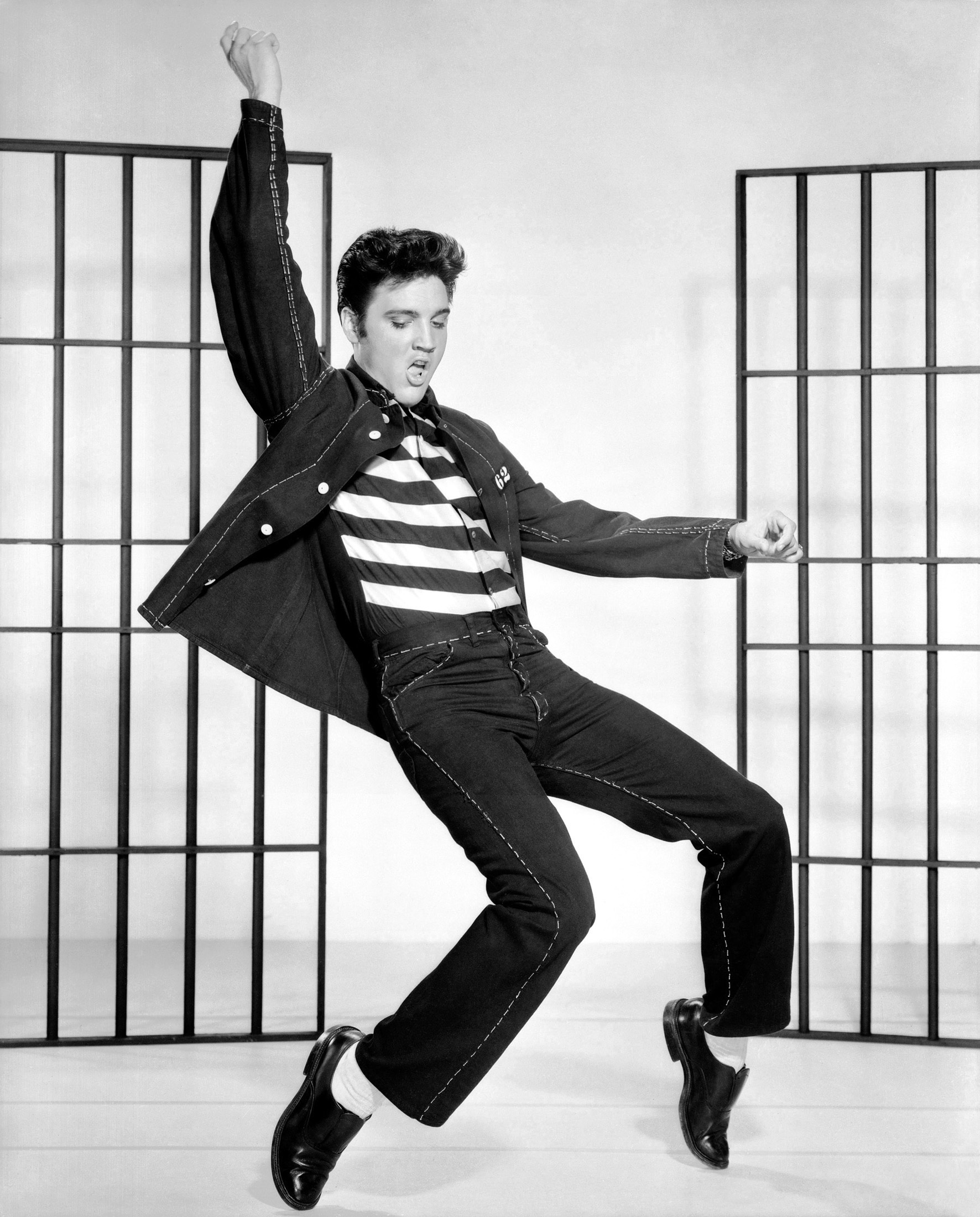
No Reino Unido, Madonna superou Elvis Presley como o artista solo com mais álbuns número um até então

No Canadá, MDNA também estreou no ápice, vendendo 32 mil cópias em sua primeira semana. No Reino Unido, debutou na liderança com 56 mil e 335 cópias equivalentes. Tornou-se o décimo segundo álbum de Madonna a alcançar essa posição, quebrando o recorde anterior de Elvis Presley como o artista solo com a maior quantidade de álbuns número-um. Apenas os Beatles têm mais álbuns nessa posição na história da parada britânica, com 15. Na semana seguinte, MDNA caiu para o quinto lugar. Até março de 2015, já havia vendido 134 mil e 803 cópias no país, sendo certificado em ouro pela British Phonographic Industry (BPI). Na Alemanha, foi certificado como ouro em sua primeira semana pelo Bundesverband Musikindustrie (BVMI) ao distribuir 100 mil réplicas e estreou em terceiro lugar na parada nacional. Na Austrália, debutou no cume e foi certificado como ouro pela Australian Recording Industry Association (ARIA) ao vender 35 mil cópias durante sua primeira semana. Tornou-se o décimo álbum de Madonna a alcançar a liderança no país, o que fez dela a artista solo que mais vezes ocupou essa posição, superando Jimmy Barnes e atrás apenas dos Beatles com 14, e U2 com 11.
No Japão, MDNA estreou no número quatro da compilação realizada pela Oricon, com 31 mil unidades físicas vendidas na primeira atualização. Na mesma semana, o box set The Complete Studio Albums (1983 – 2008), lançado pela Warner Bros. no mesmo dia do lançamento do disco, também estreou no número nove, fazendo com que Madonna fosse a primeira artista feminina internacional na história da parada japonesa a ter dois lançamentos nas dez primeiras posições simultaneamente e a primeiro artista internacional a conseguir tal façanha em 20 anos, depois de Bruce Springsteen, em 1992. Com estes dois lançamentos, Madonna acumulou 22 álbuns que conseguiram debutar nas dez primeiras posições no Japão, mais do que qualquer outro artista internacional. Foi certificado como ouro pela Recording Industry Association of Japan pelo excedente de 100 mil unidades. Na Índia, foi certificado como ouro em sua primeira semana de lançamento e se tornou o álbum internacional com vendas mais rápidas do ano. Madonna também bateu um recorde na Turquia com MDNA, por ter vendido mais de 30 mil réplicas em quatro dias, superando os álbuns nacionais. Na Rússia, alcançou o cume com 66 mil cópias vendidas e logo após recebeu sete certificados de platina. As vendas ultrapassam atualmente cerca de 95 mil cópias. De acordo com 2M, MDNA tornou-se o décimo terceiro álbum de um artista estrangeiro em três anos a atingir o topo da parada russa. Duas semanas depois, foi certificado com platina quíntupla e vendeu 44 mil cópias digitalmente, além de atingir um milhão e meio de ouvintes no serviço Yandex.Music. No Brasil, conseguiu o certificado de platina em sua primeira semana de vendas. Até março de 2014, já havia vendido mais de dois milhões de cópias em todo o mundo.
| País — Tabela musical (2012)             | Melhor posição |
| ---------------------------------------- | -------------- |
| África do Sul (RISA)                     | 17             |
| Alemanha (GfK Entertainment)             | 3              |
| Argentina (CAPIF)                        | 5              |
| Austrália (ARIA Charts)                  | 1              |
| Áustria (Ö3 Austria Top 40)              | 3              |
| Bélgica (Ultratop 40 de Flandres)        | 1              |
| Bélgica (Ultratop 50 de Valônia)         | 3              |
| Brasil (Billboard Brazil Albums)         | 1              |
| Canadá (Canadian Albums Chart)           | 1              |
| Coreia do Sul (Goan)                     | 2              |
| Croácia (HDU)                            | 1              |
| Dinamarca (Hitlisten)                    | 2              |
| Escócia (OCC)                            | 3              |
| Espanha (PROMUSICAE)                     | 1              |
| Estados Unidos (Billboard 200)           | 1              |
| Estados Unidos (Dance/Electronic Albums) | 1              |
| Finlândia (IFPI Finlândia)               | 1              |
| França (SNEP)                            | 2              |
| Grécia (IFPI Grécia)                     | 1              |
| Hungria (MAHASZ)                         | 1              |
| Irlanda (IRMA)                           | 1              |
| Itália (FIMI)                            | 1              |
| Japão (Oricon)                           | 4              |
| México (AMPROFON)                        | 1              |
| Nova Zelândia (Recorded Music NZ)        | 3              |
| Noruega (VG-lista)                       | 2              |
| Países Baixos (MegaCharts)               | 1              |
| Polônia (ZPAV)                           | 1              |
| Portugal (AFP)                           | 2              |
| Reino Unido (UK Albums Chart)            | 1              |
| Rússia (Tophit)                          | 1              |
| República Tcheca (IFPI Česká Republika)  | 1              |
| Suécia (Sverigetopplistan)               | 1              |
| Suíça (Schweizer Hitparade)              | 2              |

| Tabela musical (2012)                    | Posição |
| ---------------------------------------- | ------- |
| Alemanha (GfK Entertainment Charts)      | 26      |
| Bélgica (Ultratop de Flandres)           | 40      |
| Bélgica (Ultratop da Valônia)            | 23      |
| Canadá (Canadian Albums Chart)           | 40      |
| Espanha (PROMUSICAE)                     | 23      |
| Estados Unidos (Billboard 200)           | 44      |
| Estados Unidos (Dance/Electronic Albums) | 2       |
| Finlândia (IFPI Finlândia)               | 50      |
| Hungria (MAHASZ)                         | 12      |
| Itália (FIMI)                            | 15      |
| Japão (Oricon)                           | 83      |
| México (AMPROFON)                        | 48      |
| Países Baixos (MegaCharts)               | 38      |
| Polônia (ZPAV)                           | 26      |
| Reino Unido (UK Albums Chart)            | 81      |
| Rússia (Tophit)                          | 1       |
| Suécia (Sverigetopplistan)               | 39      |
| Suíça (Schweizer Hitparade)              | 32      |
| Tabela musical (2015)                    | Posição |
| Austrália (ARIA Dance Albums)            | 48      |

| Região                                                                                             | Certificação | Vendas    |
| -------------------------------------------------------------------------------------------------- | ------------ | --------- |
| Austrália (ARIA)                                                                                   | Ouro         | 35 000^   |
| Áustria (IFPI Áustria)                                                                             | Ouro         | 10 000*   |
| Brasil (Pro-Música Brasil)                                                                         | 2× Platina   | 80 000*   |
| Colômbia (ASINCOL)                                                                                 | 2× Platina   | 20,000^   |
| Dinamarca (IFPI Dinamarca)                                                                         | Ouro         | 10 000^   |
| Espanha (PROMUSICAE)                                                                               | Ouro         | 20 000^   |
| Estados Unidos (RIAA)                                                                              | Ouro         | 539 000   |
| Finlândia (Musiikkituottajat)                                                                      | Ouro         | 10 908^   |
| França (SNEP)                                                                                      | Platina      | 85 000    |
| Hungria (MAHASZ)                                                                                   | Platina      | 6 000^    |
| Índia (IMI)                                                                                        | Ouro         | 4 000^    |
| Itália (FIMI)                                                                                      | Platina      | 60 000*   |
| Japão (RIAJ)                                                                                       | Ouro         | 100 000^  |
| México (AMPROFON)                                                                                  | Ouro         | 30 000^   |
| Países Baixos (NVPI)                                                                               | Ouro         | 25 000^   |
| Polônia (ZPAV)                                                                                     | Platina      | 20 000*   |
| Portugal (AFP)                                                                                     | Ouro         | 10 000^   |
| Reino Unido (BPI)                                                                                  | Ouro         | 134 803   |
| Rússia (2M)                                                                                        | 7× Platina   | 70 000*   |
| Suécia (GLF)                                                                                       | Ouro         | 20 000^   |
| Resumos                                                                                            |              |           |
| Mundo                                                                                              | —            | 2 000 000 |
| ^distribuições baseadas apenas na certificação *números de vendas baseados somente na certificação |              |           |

## Histórico de lançamento
| Região         | Data                | Formato              | Edição         | Gravadora                   |
| -------------- | ------------------- | -------------------- | -------------- | --------------------------- |
| Austrália      | 23 de março de 2012 | CD, download digital | Padrão, deluxe | Interscope, Live Nation     |
| Alemanha       | 23 de março de 2012 | CD, download digital | Padrão, deluxe | Interscope, Universal Music |
| Canadá         | 26 de março de 2012 | CD, download digital | Padrão, deluxe | Interscope, Universal Music |
| Colômbia       | 26 de março de 2012 | CD, download digital | Padrão, deluxe | Interscope, Universal Music |
| Estados Unidos | 26 de março de 2012 | CD, download digital | Padrão, deluxe | Interscope, Universal Music |
| Colômbia       | 26 de março de 2012 | CD, download digital | Padrão, deluxe | Interscope, Universal Music |
| Japão          | 26 de março de 2012 | CD, download digital | Deluxe         | Interscope, Universal Music |
| Portugal       | 26 de março de 2012 | CD, download digital | Padrão, deluxe | Interscope, Universal Music |
| Reino Unido    | 26 de março de 2012 | CD, download digital | Padrão, deluxe | Interscope, Universal Music |
| Taiwan         | 26 de março de 2012 | CD, download digital | Padrão, deluxe | Interscope, Universal Music |
| Estados Unidos | 10 de abril de 2012 | Vinil                | Deluxe         | Interscope, Universal Music |